# Libero Mazza
Libero Mazza (Pisa, 16 marzo 1910 – Milano, 16 marzo 2000) è stato un prefetto e politico italiano.

## Biografia

### Prefetto
Ex ufficiale di marina nella seconda guerra mondiale partecipò, durante la Resistenza, alla liberazione di Firenze, venendo nominato «Prefetto della città in via provvisoria dal comando alleato». Nel dopoguerra ricoprì l'incarico di viceprefetto di Milano (dal 1949 al 1953), prefetto di Forlì (periodo 1953-1955) e Commissario Generale del Governo per il Territorio di Trieste dall'11 ottobre 1961 al 22 maggio 1964 fino alla nascita e all'integrazione di Trieste nella nuova regione autonoma Friuli-Venezia Giulia.
Negli anni cinquanta ha ricoperto l'incarico di Capo di gabinetto del Ministro dell'Interno Fernando Tambroni, che lo chiamò ad assumere lo stesso incarico alla Presidenza del Consiglio dei Ministri durante il suo governo (1960).
Tornò a Milano nel 1966 come prefetto, rimanendo in carica per otto anni, fino al 1974: durante quel periodo la città fu scossa dalla contestazione studentesca, dalla strage di piazza Fontana (12 dicembre 1969) e dall'omicidio Calabresi (17 maggio 1972).
In seguito agli scontri del 12 dicembre 1970 tra militanti del Movimento Studentesco e forze dell'ordine scrisse un rapporto in cui lanciò l'allarme del pericolo che si stava creando a Milano. Nel rapporto il prefetto faceva presente che dalle due parti estreme dello schieramento politico, definite «opposti estremismi», stava emergendo un clima di violenza pericolosa per l'ordine pubblico, attribuendo maggiore forza numerica alle organizzazioni della sinistra extraparlamentare, e facendo anche accenno al gruppo che stava costituendo le Brigate Rosse.
Il testo del documento, scritto il 22 dicembre 1970 e diventato pubblico il 16 aprile 1971, scatenò dure polemiche soprattutto dalla stampa e dagli uomini politici di sinistra. L'Unità lo bollò come «uno pseudo rapporto nel quale si farneticava di fantomatiche organizzazioni paramilitari di sinistra»; Eugenio Scalfari, futuro direttore del quotidiano la Repubblica, dichiarò che il prefetto era «uno sciocco, che non capisce quanto accade, o un fazioso che non vuole capire», mentre il sindaco Aldo Aniasi (che amava porsi in testa a cortei per il disarmo della polizia) deplorò le tesi di Mazza, considerandole inutilmente allarmistiche e politicamente pericolose, oltre a lamentarsi del fatto che del documento non gli fosse stata data visione prima dell'invio al Ministro dell'Interno Franco Restivo. Solo il vicedirettore de La Stampa, Carlo Casalegno (ucciso nel 1977 dalle BR) prese le difese del prefetto.
Altre critiche arrivarono dal deputato socialista Riccardo Lombardi, che definì la teoria degli opposti estremisti «un'espressione di rozzezza culturale», e da Paese Sera (quotidiano vicino al PCI) che auspicò la rimozione di Mazza dal ruolo di prefetto a Milano, mentre nei cortei si urlava «Mazza, ti impiccheremo in piazza».
Lasciò l'incarico nel 1974 volontariamente.
Libero Mazza è stato riabilitato solo anni dopo, quando l'allarme terrorismo si concretizzò e la locuzione «opposti estremismi» fu accettata e utilizzata da buona parte dell'opinione pubblica: nel 1978, intervistato pochi giorni dopo l'uccisione di Aldo Moro, disse che «dapprima il mio rapporto fu travisato [...] i comunisti sostennero che puntavo l'indice soltanto a sinistra; più tardi ammisero che avevo parlato sì di tre aree violente, estrema sinistra, estrema destra, anarchismo, ma che non aveva senso porre sullo stesso piano la violenza di destra, realmente sovvertitrice, e la violenza di sinistra, semplice malattia infantile». In un'altra intervista raccontò che il terrorismo «non solo non è stato contrastato ma addirittura favorito. E quando è stato valutato nei suoi reali pericoli era troppo tardi; per batterlo si è pagato un prezzo che si poteva benissimo risparmiare. Bastava un po' di coraggio».

### Senatore
Alle elezioni politiche del 1979 fu eletto senatore con la Democrazia Cristiana; fu membro della Giunta delle elezioni e delle immunità parlamentari, membro della Commissione Affari Costituzionali e, dal 20 dicembre 1982, membro della Commissione parlamentare antimafia.